# Grammitis gameriana
Grammitis gameriana là một loài dương xỉ trong họ Polypodiaceae. Loài này được Vareschi Duek & Lellinger mô tả khoa học đầu tiên năm 1978.